# Not Over You
"Not Over You" é uma canção pelo artista americano Gavin DeGraw, lançado a partir de seu quarto álbum de estúdio Sweeter, em 17 de maio de 2011. A canção foi escrita por Ryan Tedde e Gavin, e produzida por Tedder. A canção pungente evoca a dificuldade de passar por cima de alguém. Ele recebeu uma apreciação positiva crítica, muitos deles cumprimentou os tambores e as chaves jogadas por Gavin.
A canção tem traçado na Billboard dos Estados Unidos e em muitos países europeus. O vídeo da música que o acompanha mostra DeGraw lidar com um desgosto depois de uma separação difícil, com sua amante, mas ele acha difícil deixá-la ir. A canção atingiu o 18º lugar na Billboard Hot 100, tornando-canção de maior sucesso DeGraw de lá desde sua fuga hit "I Don't Want to Be".

## Precedentes
O primeiro single de Gavin DeGraw de seu quarto álbum, Sweeter foi uma colaboração o cantor, compositor, produtor e vocalista da banda OneRepublic, Ryan Tedder. De acordo com "Songfacts", eles inicialmente se conheceram quando foi realizada na mesma conta e ambos tocavam piano, a partir disso decidiram escrever juntos. "Not Over You" é uma das duas músicas de Gavin escrita com Tedder para o LP, ao falar sobre a colaboração com Tedder: "Eu acho que Tedder fez um ótimo trabalho com caracterização de piano na frente com os vocais" - disse Gavin.

## Recepção e crítica
Scott Schelter escreveu um comentário muito positivo para a "Crush Pop", escrevendo que "a música consegue ficar graças vibrantes para bateria animadas e chaves de DeGraw. Ao comentar que "o gancho é um pouco mais pensativo e complexo do que coros muitos na música pop">. Emily Exton escreveu para "Poeira Pop", que "Not Over You" é o padrão tarifa De Gavin, contos introspectivos do cara legal, com uma melodia de piano-driven, tornando-se atraente a ponto de delírio". Ken Capobianco escreveu para "Boston Globe" que a música é "uma fatia de manipulação do pop".

## Desempenho Comercial
"Not Over You", estreou na 96ª posição na Billboard Hot 100, e ficou variando entre as 50-100, até que em sua 11ª semana atingiu a 47ª posição, saltando para a 44ª na seguinte e depois para a 37ª posição. A canção foi atingir seu pico apenas em sua 25ª semana onde atingiu o 18º lugar. Em 20 de Janeiro de 2012 a canção obteve certificação de platina nos Estados Unidos pela RIAA por vender 1 milhão de cópias. A canção também recebeu certificação de platina pela ARIA na Austrália e pela RIANZ na Nova Zelândia.
| Parada musical                         | Melhor posição |
| -------------------------------------- | -------------- |
| Austrália - (Australian Singles Chart) | 37             |
| Bélgica - (Ultratip - Flanders)        | 12             |
| Canadá - (Canadian Hot 100)            | 23             |
| Estados Unidos - (Adult Contemporary)  | 7              |
| Estados Unidos - (Adult Pop Songs)     | 1              |
| Estados Unidos - (Billboard Hot 100)   | 18             |
| Estados Unidos - (Digital Songs)       | 19             |
| Estados Unidos - (Pop Songs)           | 9              |
| Estados Unidos - (Radio Songs)         | 11             |
| Mundo - (United World Chart)           | 36             |
| Noruega - (Norway Singles Chart)       | 12             |
| Nova Zelândia - (RIANZ Top 40)         | 8              |
| Países Baixos - (Dutch Top 40)         | 13             |
| Países Baixos - (Mega Charts)          | 16             |

| País           | Associação | Certificação | Vendas     |
| -------------- | ---------- | ------------ | ---------- |
| Austrália      | ARIA       | Platina      | 70,000+    |
| Estados Unidos | RIAA       | Platina      | 1,000,000+ |
| Nova Zelândia  | RIANZ      | Ouro         | 7,500+     |